# Municipio de Fearing
El municipio de Fearing (en inglés: Fearing Township) es un municipio ubicado en el condado de Washington en el estado estadounidense de Ohio. En el año 2010 tenía una población de 891 habitantes y una densidad poblacional de 14,54 personas por km².

## Geografía
El municipio de Fearing se encuentra ubicado en las coordenadas 39°28′31″N 81°23′57″O / 39.47528, -81.39917. Según la Oficina del Censo de los Estados Unidos, el municipio tiene una superficie total de 61.28 km², de la cual 60,7 km² corresponden a tierra firme y (0,95 %) 0,58 km² es agua.

## Demografía
Según el censo de 2010, había 891 personas residiendo en el municipio de Fearing. La densidad de población era de 14,54 hab./km². De los 891 habitantes, el municipio de Fearing estaba compuesto por el 97,76 % blancos, el 0,22 % eran afroamericanos, el 0,79 % eran asiáticos, el 0,11 % eran de otras razas y el 1,12 % eran de una mezcla de razas. Del total de la población el 0,11 % eran hispanos o latinos de cualquier raza.